# Arenaria baxoiensis
Arenaria baxoiensis är en nejlikväxtart som beskrevs av Li Hua Zhou. Arenaria baxoiensis ingår i släktet narvar, och familjen nejlikväxter. Inga underarter finns listade i Catalogue of Life.